# 唐钺
唐钺（1891年1月7日—1987年2月5日），原名柏丸，字擘黄，福建侯官人，中国心理学家、翻译家，中国现代心理学的奠基人之一。
唐钺早年曾在英华书院、福州中等商业学校学习。1911年考入清华学校，1914年毕业。此后前往美国留学，在康奈尔大学学习心理学与哲学。后又就读于哈佛大学心理学系，1920年获博士学位。回国后，担任过北京大学哲学系教授、清华大学心理学系教授、商务印书馆哲学教育部主任编辑、国立中央研究院心理研究所首任所长等。
中华人民共和国成立后，他先后在清华大学与北京大学任心理学教授。此外，他还曾任中国心理学会北京市分会第一届理事长，第二至六届全国政协委员等职。
除了在心理学领域的贡献之外，他还是著名的翻译家，曾翻译过许多西方哲学与心理学名著，包括康德《道德形而上学探本》、约翰·密尔《功利主义》、威廉·詹姆士《心理学原理》、恩斯特·马赫《感觉的分析》（与他人合译）等。